# ARM Cortex-X2
ARM Cortex-X2是一個基於ARMv9-A64位指令集架構設計的中央處理器以及ARM內核。由安謀控股旗下奧斯汀設計中心的奧斯汀團隊設計，而且是ARM Cortex-X 定製 (CXC) 計劃的一部分。

## 與ARM Cortex-X1的架構變化
ARM Cortex-X1與Cortex-X2的變化有：
- 調度階段從2個週期減少到1個週期，并且流水線從11條減少到10條
- 重排序緩衝區增加了30%，從224個增加到288個
- dTLB從40個增加到48個，增加了 20%
- 支持 SVE2 SIMD
- 支持Bfloat16數據類型
- 不再支持Aarch32
- 將具有8MB L3緩存的Cortex-X2與有4MB L3緩存的ARM Cortex-X1進行比較
  - 整數性能提高16%
  - 機器學習性能提高100%

## 上市產品
- 聯發科 天璣9000/9000+[6]
- 高通驍龍8/8+ Gen 1/7+ Gen 2[7]
- 三星 Exynos 2200[8]

## 拓展阅读
ARM Cortex-A710